# René Halkett
George René Halkett (Pseudonym; geboren 5. Februar 1900 in Weimar als Albrecht Georg Friedrich Freiherr von Fritsch; gestorben 7. März 1983 in Camelford, Großbritannien) war ein deutsch-britischer Künstler.

## Leben
Albrecht Georg Friedrich von Fritsch war Sohn eines Offiziers und Kammerherrn am Weimarer Hof, er hatte eine schottische Großmutter. Er besuchte die Kadettenschule in Naumburg und wurde als Siebzehnjähriger gegen Ende des Ersten Weltkriegs im Range eines Fahnenjunkers noch Kriegsteilnehmer. Nach Kriegsende meldete er sich zu einem deutsch-baltischen in Litauen operierenden Freikorps. Als er die Ideen der Jugendbewegung übernahm, zeigte seine Familie dafür kein Verständnis. Als er auch noch unstandesgemäß bürgerlich heiraten wollte, wurde er von den familiären Ressourcen abgeschnitten. Von Fritsch schlug sich als Werkstudent durch. Er studierte, ohne Abschluss, in Gießen, Heidelberg und Frankfurt am Main und war 1923 bis 1925 Schüler am Bauhaus Weimar. 1927 war er Mitglied der „Roten Bühne“, einer Theatergruppe in Berlin, die für die KPD politische Agitation betrieb. Seine journalistischen Arbeiten platzierte er in der bürgerlich-liberalen Vossischen Zeitung und der Frankfurter Zeitung. In den vielfältigen Interessen seiner Bohèmeexistenz war von Fritsch auch Segelflugpionier im ostpreußischen Rossitten, war ein Adept der Loheland-Gymnastik und widmete sich der Freilichtmalerei in der Rhön. 1924 nahm er das Pseudonym George René Halkett an.
Nach der Machtübergabe an die Nationalsozialisten versuchte er zunächst nach Ibiza zu emigrieren und ging 1936 nach England. Dort arbeitete er zunächst in der Dartington Hall School im Kindertheater und als Maler. 1939 veröffentlichte er für die britische Leserschaft im später von Random House übernommenen Verlag Jonathan Cape das Buch The Dear Monster, eine aus dem persönlichen Erleben in der Wandervogelbewegung und der Jugendbewegung der Weimarer Republik beeinflusste kritische Beschreibung der nationalsozialistischen Bewegung und der gesellschaftlichen Atmosphäre in der Zeit ihres Aufstiegs. Das Buch wurde erst 2011 in Deutschland herausgegeben. Es wird von Rezensenten sehr gelobt. Allerdings weist Tanya Lieske auf Grenzen seiner Darstellung hin. „Noch 1939 bagatellisierte Halkett die Gefahr des deutschen Nationalismus.“ Von 1942 bis 1945 arbeitete Halkett für das britische Militär in der Kriegspropaganda. Unter Sefton Delmer war er bei von den Briten betriebenen deutschsprachigen Propagandasendern eingesetzt. Später beschäftigte man ihn mit der Entnazifizierung von Kriegsgefangenen. Von 1945 bis 1947 war Halkett als Dolmetscher für die US-Streitkräfte bei den Kriegsverbrecherprozessen in Nürnberg tätig. 1946 erhielt er die britische Staatsbürgerschaft. Zurück in London wirkte er für die deutschsprachige Abteilung der BBC, ab 1956 mit einem festen Vertrag. 1967 zog er nach Camelford in Cornwall und sendete bis 1980 in der BBC vierzehntäglich die „Briefe aus Cornwall“.
Ende der 1970er Jahre arbeitete Halkett mit David J, Mitgründer der Rockgruppe Bauhaus, zusammen., 1981 produzierte Jay die Single Nothing. Armour nach zwei Gedichten Halketts, auch das Cover war von Halkett.

## Schriften (Auswahl)
- G. R Halkett: The dear monster. Jonathan Cape, London 1939
  - Der liebe Unhold. Autobiographisches Zeitportrait von 1900 bis 1939. Aus dem Englischen und mit Anmerkungen von Ursula C. Klimmer. Mit einem Vorwort von Diethart Kerbs. Ed. memoria, Hürth 2011, ISBN 978-3-930353-30-9. Positive  Rezension von Walter Hinck in der FAZ.[4]
- René Halkett, Galerie Jesse, Edition Jesse, Bielefeld 1980
- Drawings by Rene Halkett, North Cornwall Museum and Art Gallery, 1981
- René Halkett: retrospective exhibition - paintings and drawings 1921–1979, S. Holden, Camelford 1981.